# Cerbalus aravaensis
Cerbalus aravaensis ist eine Spinnenart aus der Familie der Riesenkrabbenspinnen (Sparassidae), die erst im Jahr 2003 in den Sanddünen der Arava im Süden Israels und Jordaniens entdeckt wurde. Die Spinne ist inklusive Beine (Spannweite) etwa 14 cm groß und damit die größte Riesenkrabbenspinne des Nahen Ostens.

## Merkmale
Die Weibchen werden bis zu rund 3 cm lang, die Männchen bleiben etwas kleiner. Der Carapax ist sandfarben, hellgrau bis gelblich, und dicht mit feinen Borsten besetzt. Ein dunkelbraunes Band erstreckt sich dorsal über die Mitte des Carapax und endet vorne an den Spitzen der Cheliceren. Der Hinterleib ist einheitlich cremefarben und ohne besondere Zeichnung. Die auffällig stark gebauten Beine können zum Graben im Sand verwendet werden. Sie haben die gleiche Grundfärbung wie der Carapax, sind aber an den Gelenken und an den Spitzen schwarz. Die vorderen mittleren Augen sind die größten, die hinteren die kleinsten. Der Clypeus, zwischen dem vorderen Augenpaar und dem Rand des Carapax, ist sehr schmal.
Cerbalus aravaensis ähnelt der ebenfalls in Israel, in der Negev-Wüste um Elusa, beheimateten Art Cerbalus psammodes. Die Männchen unterscheiden sich jedoch von dieser Art durch einen kurzen, spitzen Fortsatz mit gewindeartigen Verdickungen auf der Unterseite der beiden Pedipalpen. Ein ähnlicher Fortsatz befindet sich auf den Schienen der Pedipalpen. Die Weibchen unterscheiden sich von denen der Art Cerbalus psammodes durch die innere Form der Spermatheken.

## Verbreitung
Die Arava-Senke im südlichen Grenzgebiet Israels und Jordaniens gehört geologisch zum Großen Afrikanischen Grabenbruch. Sie bildet eine Enklave, die von Gebirgen sowie vom Toten und vom Roten Meer begrenzt wird. Durch die Abgeschiedenheit konnte sich Cerbalus aravaensis in diesem Tal eigenständig entwickeln, es kam zu Kreuzungsbarrieren mit den nahe verwandten Arten Cerbalus negebensis und Cerbalus psammodes. Das Vorkommen der Art ist nach heutigem Kenntnisstand auf die Wanderdünen und die stabileren Sandkonkretionen am Rande der Salzmarschen beschränkt, die Spinne ist in der Arava-Senke endemisch.

## Lebensweise
Cerbalus aravaensis lebt in einem heißen, ariden Klima. Dennoch sind die Spinnen hauptsächlich im Sommer aktiv. Während der in ihrem Verbreitungsgebiet heißesten Monate des Jahres, im Juli und im August, gehen vor allem die Männchen auf Wanderschaft. Die Spinnen sind nachtaktiv und leben tagsüber in unterirdischen Höhlen, die mit einer Art Falltür aus mit Spinnseide zusammengeklebtem Sand verschlossen sind. Dieses Operculum bietet nicht nur eine gute Tarnung des Eingangs, sondern vor allem Schutz vor Sandstürmen.

## Gefährdung
Die Sanddünen von Samar im Süden der Arava, in denen der größte Teil der Population von Cerbalus aravaensis angesiedelt ist, sind die einzigen verbliebenen in diesem Gebiet. Sie bedeckten früher eine Fläche von rund 7 Quadratkilometern, sind aber heute auf 2,6 Quadratkilometer geschrumpft. Ein Verschwinden der Sanddünen, die durch Erweiterung der landwirtschaftlichen Flächen und die Wiederaufnahme des Sandabbaus gefährdet sind, würde das Aussterben der Art zur Folge haben.

## Taxonomie
Die Art wurde von dem israelischen Biologen und Arachnologen Gershom Levy im Jahr 2007 erstbeschrieben. Das Artepithet aravaensis bezieht sich auf den Lebensraum der Spinne, die Arava-Senke. Es wird in populärwissenschaftlichen Artikeln oft falsch als aravensis oder arvensis wiedergegeben.